# Троицкий (Алтайский край)
Троицкий — посёлок в Алейском районе Алтайского края России. Входит в состав Заветильичёвского сельсовета.

## География
Посёлок находится в центральной части Алтайского края, на правом берегу реки Карымка, на расстоянии примерно 9 километров (по прямой) к северо-западу от города Алейск, административного центра района. Абсолютная высота — 191 метр над уровнем моря.
Климат резко континентальный. Средняя температура января −17,6ºС, июля — + 20ºС. Годовое количество осадков — 440 мм..

## История
Посёлок Троицкий был основан в 1923 году. В 1928 году в Троицком имелось 86 хозяйств, функционировала школа, проживал 501 человек. В административном отношении посёлок являлся частью Савинского сельсовета Алейского района Барнаульского округа Сибирского края.

## Население
| 1926 | 1997 | 1998 | 1999 | 2000 | 2001 | 2002 | 2003 | 2004 |
| ---- | ---- | ---- | ---- | ---- | ---- | ---- | ---- | ---- |
| 501  | ↘174 | ↗184 | ↗194 | ↘176 | ↗182 | ↗185 | ↘166 | ↘134 |
| 2005 | 2006 | 2007 | 2008 | 2009 | 2010 | 2011 | 2012 | 2013 |
| ↘123 | ↘119 | ↗129 | ↘126 | ↘120 | ↘73  | →73  | ↘55  | ↘42  |

Согласно результатам переписи 2002 года, в национальной структуре населения русские составляли 94 %.

## Инфраструктура
В посёлке функционируют фельдшерско-акушерский пункт и магазин.

## Улицы
Уличная сеть посёлка состоит из 3 улиц.